# Vernays Klettermaus
Vernays Klettermaus (Dendromus vernayi) ist ein wenig erforschtes Nagetier aus der Gattung der Afrikanischen Klettermäuse (Dendromus). Sie wurde 1925 während der Vernay-Angola-Expedition des American Museum of Natural History entdeckt und 1937 von John Eric Hill und Thomas Donald Carter als Unterart der Brant-Klettermaus (Dendromus mesomelas) wissenschaftlich beschrieben. Seit den 1990er Jahren wurde sie zunehmend als Art anerkannt. Das Artepitheton ehrt den Antiquitätenhändler und Philanthropen Arthur Stannard Vernay (1877–1960), einen Treuhänder des American Museum of Natural History.

## Merkmale
Vernays Klettermaus erreicht eine Kopf-Rumpf-Länge von 63 bis 77 mm, eine Schwanzlänge 80 bis 86 mm, eine Ohrenlänge von 13 bis 14 mm und eine Hinterfußlänge von 19 bis 22 mm. Über das Gewicht gibt es keine spezifischen Daten. Vernays Klettermaus ist eine kleine Art mit einem langen Greifschwanz. Der zweifarbige Schwanz ist dunkler an der Oberseite und heller an der Unterseite. Das lange seidenweiche Fell ist braun oder rötlichbraun am Rücken und grau am Bauch. Die Basis der Fellhaare ist dunkelgrau. Vom Mittelrücken bis zur Schwanzbasis verläuft ein schwarzer Rückenstreifen. Die Ohren sind relativ groß und rundlich. Die Gliedmaßen sind an das Klettern angepasst. Die zweiten bis vierten Zehen der Vordergliedmaßen haben verlängerte Krallen. Der erste und der fünfte Zeh der Vordergliedmaßen sind stark reduziert. Bei den Hintergliedmaßen sind der zweite bis vierte Zeh verlängert, der fünfte Zeh ist lang und opponierbar mit einer Kralle. Der erste Zeh ist stark reduziert. Verglichen mit der Brant-Klettermaus sind die Kopf-Rumpf-Länge, die Schwanzlänge und der Schädel kürzer.

## Verbreitung, Lebensraum, Lebensweise
Vernays Klettermaus ist nur von der Region Chitau in Zentral-Angola bekannt, wo die Typusexemplare in einer Höhenlage von 1503 m gesammelt wurden. Der Fundort liegt in einer landwirtschaftlich genutzten Region, die ursprünglich aus Feuchtsavanne bestand. Die Lebensweise ist nicht erforscht.

## Status
Vernays Klettermaus wurde 1996 in die Kategorie „vom Aussterben bedroht“ (critically endangered) der Roten Liste gefährdeter Arten aufgenommen. 2004 wurde der Status in „unzureichende Datenlage“ (data deficient) geändert. Die Art ist nur von den 14 Typusexemplaren bekannt, die 1925 gesammelt wurden. Das bekannte Verbreitungsgebiet liegt in einer nicht geschützten Region. Über Gefährdungen liegen jedoch keine Informationen vor.